# Hickey씨치
Hickey씨치는 중국의 음악 그룹이다.

## 음반
- 由你音乐榜 OST (2018)
- 少年锦衣卫 (2019)
- 蔷薇骑士 (2019)
- 如果还有如果 (2020)